# 長谷川仁志
長谷川 仁志（はせがわ ひとし、1957年2月27日 - ）は、東京都出身の競馬評論家。
息子の長谷川崇はお笑いコンビ「キラーコンテンツ」のメンバー 。

## 経歴
町工場を経営していた父の影響で、子供の頃から中央競馬と南関東公営競馬に親しむ。競馬の予想に没頭するあまり大学受験に失敗し、家庭の事情もあり流通業界に就職。デパートで売り場のチーフを務めるまでになったが、カツラノハイセイコとの出会いを機に奮起。1981年春、転職のラストチャンスとして受けた『ダービーニュース』と『競馬ブック』の入社試験に合格し、先に合格した『ダービーニュース』に入社。
入社後は中央版に予想コラム「スクランブル作戦」を執筆する傍ら、南関東版にも連日予想コラムを担当し、東京・中山の場内FM放送にレギュラー出演。1989年より中央の全レース予想を担当すると同時にラジオ日本「土曜・日曜競馬実況中継」メイン解説者となる。この間、分担制の本紙予想の中心を成し、1990年のクラシックでは皐月賞でハクタイセイ、ダービーでアイネスフウジンと共に専門紙一紙◎の快挙を達成。1994年より全レースの本紙予想を担当して高的中率、高回収率を誇るが、2013年3月に『ダービーニュース』が休刊になったため同社を退社。
退社後の2013年一杯はフリーで活動していたが、2014年より馬三郎の予想陣に加入。ただしラジオ日本の解説では引き続き所属先をアナウンスせず名目上「フリーの競馬評論家」の扱いで出演している。

## 出演番組
- ラジオ日本 土曜・日曜競馬実況中継（アール・エフ・ラジオ日本）※土曜第2部（午後の部。開催時期により前半と後半の担当時間は入れ替わる）と、日曜1部通し（午前の部）のみの出演。
- 中央競馬的中戦隊☆アテルンジャー（同上、2013年10月 - 2017年3月）
- 週刊UMAJIN（BSフジ）
- 先週の結果分析（グリーンチャンネル）

## 著書
- ◎印（ほんめい）を打つ（総和社、2000年）ISBN 978-4915486968